# Artūrs Rinkevičs
Artūrs Rinkevičs (* 11. Januar 2001 in Riga) ist ein lettischer Beachvolleyballspieler. Er ist amtierender Meister seines Heimatlandes im Sand. (Stand: Dezember 2024)

## Karriere
Mit seinem ersten Partner Rūdolfs Stankevičs startete der in der Hauptstadt seines Heimatlandes geborene Sportler hauptsächlich bei nationalen Turnieren und bei Juniorenwettbewerben. Beste Resultate waren mehrere Viertelfinalteilnahmen im Erwachsenenbereich sowie ein sechster Rang bei der U20- und ein fünfter Platz bei der U22-Europameisterschaft im September 2020. Im gleichen Monat war Rinkevičs zum einzigen Mal an der Seite von Matīss Gabdulļins bei einem Event. Das Duo blieb bei den kontinentalen Titelkämpfen der Senioren nach Aufgabe wegen einer Verletzung im ersten Match auch im zweiten Spiel sieglos.
Seit 2021 ist Ardis Bedrītis der ständige Partner von Artūrs Rinkevičs. Die beiden wurden in Baden nach der einzigen Niederlage bei dieser Veranstaltung gegen die späteren Olympiasieger David Åhman und Jonatan Hellvig Vizeeuropameister der unter Zweiundzwanzigjährigen. Danach gewannen die Letten ein nationales Turnier und standen bei zwei gleichwertigen Wettbewerben im Finale. Beim Ein-Stern-Event in Montpellier wurde sie Dritte. Zwei Jahre später kamen auch die ersten Podestplätze bei der World Beach Pro Tour hinzu. Bei den Futures in Warschau-Wilanów und in Cervia wurden ihre Leistungen mit Silber und Bronze belohnt. Eine Saison später belegten sie beim gleichwertigen Wettbewerb auf Ios ebenfalls den dritten Rang. Im August 2024 wurden sie in Ventspils zum ersten Mal lettische Meister. Damit konnten sie ihre Leistung aus dem Vorjahr, als sie das Endspiel gegen Jānis Šmēdiņs und Aleksandrs Samoilovs verloren hatten, noch steigern. Ihre international wertvollsten Ergebnisse in diesem Spieljahr erkämpften Bedritis / Rinkevičs bei Challenge-Events in Haikou, wo sie Siebte wurden und Chennai, wo sie den fünften Rang belegten.